# Силес, Пабло
Пабло Фабрисио Силес Моралес (исп. Pablo Fabricio Siles Morales; родился 15 июля 1997 года, Мело) — уругвайский футболист, полузащитник клуба «Крузейро».

## Биография
Силес — воспитанник клуба «Данубио». 28 мая 2017 в матче против «Суд Америка» он дебютировал в уругвайской Примере.
В мае 2021 года Пабло Силес перешёл в бразильскую «Виторию» (Салвадор), за которую выступал до конца сезона. В начале 2022 года перешёл в «Атлетико Паранаэнсе».
В 2019 году в составе олимпийской сборной Уругвая Силес принял участие в Панамериканских играх в Перу. На турнире он сыграл в матчах против команд Ямайки и Гондураса.